# A tavasz tizenhét pillanata
A tavasz tizenhét pillanata (Семнадцать мгновений весны; Szemnadcaty mgnovenyij veszni) Julian Szemjonov regénye, illetve az abból 1973-ban készült 12 részes szovjet tv-sorozat. A történet 1945 tavaszán, a második világháború utolsó heteiben játszódik Berlinben, főszereplője Max Otto von Stirlitz SS-Standartenführer (ezredes), a német hírszerzés magas rangú tisztje, akiről azonban hamarosan kiderül, hogy valódi neve Makszim Makszimovics Iszajev, és a szovjet hírszerzés ezredese.
A regény hiteles korrajzának kialakításához Szemjonovnak feltehetően rendelkezésére álltak Walter Schellenberg emlékiratai, amelyek 1959-ben jelentek meg az NSZK-ban.
A filmsorozatban a főszerepet Vjacseszlav Tyihonov (1928–2009) játszotta.

## Politikai háttér
Amikor Julian Szemjonov (1931–1993) – akiről Moszkva-szerte beszélték, hogy a KGB ügynöke, hiszen meglepő hitelességgel ábrázolta az ügynökséget és módszereit – 1968-ban először publikálta regényét, a szovjet kormányzat épp azon munkálkodott, hogy helyreállítsa a KGB sztálini túlkapások miatt elhomályosult hírnevét. Stirlitz népszerűsége ebben a törekvésben nagymértékben segítségükre volt.

## Tartalom
A történet a második világháború utolsó hónapjaiban, 1945 tavaszán játszódik. Max Otto von Stirlitz SS-Standartenführer (ezredes), Walter Schellenberg közvetlen alárendeltje, már több mint húsz éve dolgozik beépített ügynökként a német hírszerzés és elhárítás központjában. Valódi neve Makszim Makszimovics Iszajev, s valójában ezredesi rangban lévő szovjet felderítő.
Miközben Adolf Hitler titkos bunkerében tart stratégiai megbeszélést, a három nagyhatalmi vezető, Churchill, Sztálin és Roosevelt is titkos tanácskozást folytat. Stirlitz azt a parancsot kapja, hogy derítse ki, ki az a német birodalmi vezető, aki a nyugattal próbál kapcsolatot teremteni, és akadályozza ezt meg. Hallatlanul kockázatos és nehéz küldetés.
Stirlitz antifasiszta mozgalmi kapcsolattartója halott, így csak egy rádió adó-vevője marad, hogy kapcsolatba léphessen a külvilággal. Nem várhat tovább, valamit tennie kell. Himmlerrel szeretne beszélni, ám miközben rá vár, Schellenberggel találkozik, ez pedig majdnem a lebukásához vezet.
Cselhez folyamodik, levélben tájékoztatja Bormannt a történtekről, az orosz rádiós lányt, Käthét pedig – akit a Gestapo letartóztat – rábeszéli arra, hogy ezentúl a németeknek dolgozzon.
Stirlitz nem tudja felvenni a kapcsolatot a Központtal, ezért Pleischner professzort kéri meg, hogy utazzon Bernbe, és onnan juttasson el egy titkos üzenetet. A hurok azonban egyre jobban szorul a nyaka körül, mert Müller megtalálja az ujjlenyomatait Käthe rádióadóján, és parancsot ad a letartóztatására.
Pleischner professzor öngyilkosságot követ el, amikor rájön, hogy a Gestapo csapdába csalta. Stirlitznek meg kell mentenie Käthét – pár hetes gyermekével – a biztos pusztulástól, ezért titokban kicsempészi Németországból. Sikerül titkos üzenetet küldenie a Központba, melyben közli, hogy Wolf és Dulles titokban tárgyalásokat folytat. Ennek meghiúsítása az ő feladata. Míg Stirlitz teszi a dolgát, a hurok egyre szorosabb lesz körülötte…

## A filmről
A sorozatot – amelyet három évig forgattak – állítólag a KGB megrendelésére készítették, így elsőként a szervezet akkori főnöke, Jurij Andropov cenzúrázhatta. Meglepetésre azonban szinte semmit sem szedetett ki a filmből, csak két kérése volt: az egyik, hogy a KGB-szakértők neve ne szerepeljen a stáblistán, másrészt pedig kerüljön be egy, a német munkásmozgalomról szóló kisebb betét.
A filmre jellemző a pontos, részletes, de sablonos, monoton hangú kommentár, ami az éppen látható és folyamatban lévő eseményeket ismerteti. (Pl. "Stirlitz 12 óra 3 perckor kilépett az épületből és elindult a gépkocsija felé."). A mesélő hangját Both Béla biztosítja a magyar szinkronos változatban.
A film másképp közelítette meg a múltat, mint a korábbi szovjet művek: a német parancsnokokat (pl. Müllert) nem ostobának és tehetségtelennek, hanem határozottnak, eszesnek és emiatt rendkívül veszélyesnek mutatták be.
Ám bármennyire is realistának tűnik a film, a történészek és elhárítási szakértők véleménye megegyezik abban, hogy szovjet kém sosem tudott volna ilyen magas pozícióba kerülni, hiszen az SS-vezetők családfáját 1750-ig visszamenőleg felkutatták.
1973 augusztusában, a film legelső televíziós vetítéskor elnéptelenedett Moszkva, s az áramfogyasztás megnőtt, minden más jóformán megszűnt. A bűnözőktől Leonyid Brezsnyevig mindenki a képernyők előtt ült. Az orosz népnek új hőse született, aki az elmúlt időkben sem veszített népszerűségéből; a filmet azóta is évente három-négyszer levetítik.
A film hatalmas sikerének oka a kiváló színészi játék, az izgalmakkal teli forgatókönyv és az új felfogású rendezés volt, ráadásul ezeket egy fülbemászó zene koronázta meg.
2009-ben a sorozatot színesben restaurálták, amiben öt ország működött közre, és nyolc hónap alatt készültek el vele.

## Max Otto von Stirlitz
„Max Otto von Stirlitz, tiszta fajú árja, északi típus, könyörtelen a Birodalom ellenségeivel szemben, Berlin teniszbajnoka”.
Kitalált személy, ám nem teljesen a képzelet szülötte. Létezett egy minta, Willy Lehmann. Igazi árja volt, a kémelhárítás, majd a Gestapo tisztje. Hitler bérenceit megvetette, s mivel a szolgálatból nyugdíj nélkül bocsátották el, úgy érezte, bosszút kell állnia: 1929-től a szovjetek szolgálatába állt Breitenbach álnéven. 1942-ben lebukott, és nyolc társával együtt kivégezték.
Stirlitz tökéletesen ideális NKVD-ügynök volt. Oroszország szívében született, nagy műveltségű ember volt. Az ír és az albán kivételével az összes európai nyelvet beszélte. Fizikai erőszak helyett az ész erejét részesítette előnyben, s büszke volt rá, hogy ötvenévesen – ügynöki pályafutását is beleértve – csak egyszer kellett ölnie.
Kedvenc itala a konyak volt. Mercedes 170 S típusú autót vezetett, a szép nők – látszólag vonzónak tűnő – ajánlatát is udvariasan hárította el: „Inkább egy kevés kávét innék.” Folyamatos utazásai közben Stirlitznek hiányzott Oroszország, és állandóan arra vágyott, hogy visszatérhessen.
20-25 évvel később (a 90-es években) Stirlitz népszerűsége cseppet sem csökkent, ezt mutatta a Jelcin-érában végzett közvélemény-kutatás meglepő eredménye: az emberek – a mozihősök közül – őt látnák legtöbben szívesen Oroszország elnökeként. A nép emlékezetébe nemcsak Stirlitz alakja vonult be, hanem a hihetetlenül leleményes szovjet kém ideálját megformáló színész, Vjacseszlav Tyihonov is. Lev Durov (Klaus), Tyihonov színésztársa mesélte, hogy egy vidéki bemutató után – miközben Tyihonovval a sofőrre vártak – egy asszony rohant be a szobájukba, össze-vissza ölelgette Tyihonovot, s boldogan kiáltozta, hogy végre elmondhatja az unokáinak: megölelte Stirlitzet. Tyihonov személyét tehát Stirlitzcel azonosították, noha akkoriban csak a szerencsén múlt, hogy övé lett a szerep. Ismert volt, éppen szabad, és el tudta vállalni a három évig tartó forgatást.

## A regény magyar kiadásai
A regénynek három magyar nyelvű kiadása van:
1. Julian Szemjonov: A Stirlitz-dosszié. Magvető (Albatrosz könyvek), Budapest, 1971, 20 cm, 379 p., ford. Dalos György
2. Julian Szemjonov: A tavasz tizenhét pillanata: a Stirlitz-dosszié. Magvető (Albatrosz könyvek), Budapest, 1974, 2. kiadás, 20 cm, 379 p., ford. Dalos György
3. Julian Szemjonov: A Stirlitz-dosszié. Poligr. Casa Scînteii (Előre kiskönyvtára), Bukarest, 1975, 17 cm, 318 p. ford. Dalos György

A regény (A tavasz tizenhét pillanata) folytatása:
1. Julian Szemjonov: A tavasz megszépíti Berlint. Zrínyi, Budapest, 1985, 21 cm, 430 p. ford. Striker Judit

## A televíziós sorozat
A 12 részes fekete-fehér televíziós filmsorozat 1973-ban készült, összesen 840 perc hosszúságú.

## Szereposztás
| Szerep                             | Színész                  | Magyar hangja (1. szinkron) |
| ---------------------------------- | ------------------------ | --------------------------- |
| Stirlitz / Makszim Iszajev ezredes | Vjacseszlav Tyihonov     | Bitskey Tibor               |
| Heinrich Müller                    | Leonyid Bronyevoj        | Hegyi Péter                 |
| Werner Pleischner professzor       | Jevgenyij Jevsztignyejev | Somogyvári Rudolf           |
| Ernst Kaltenbrunner                | Mihail Zsarkovszkij      | Csiszér András              |
| Schlag lelkész                     | Rosztyiszlav Pljatt      | Képessy József              |
| Käthie Kien / Katya Kozlova        | Jekatyerina Gradova      | Káldi Nóra                  |
| Walter Schellenberg                | Oleg Tabakov             | Cs. Németh Lajos            |
| Heinrich Himmler                   | Nyikolaj Prokopovics     | Verebes Károly              |
| Martin Bormann                     | Jurij Vizbor             | Gruber Hugó                 |
| Martin Bormann                     | Jurij Vizbor             | Füzessy Ottó                |
| Gabi Nabel                         | Szvetlana Szvetlicsnaja  | Borbás Gabi                 |
| Zaurichné asszony                  | Emilija Milton           | Gobbi Hilda                 |
| Erwin, Käthie férje                | ifj. Nyikolaj Volkov     | Tordy Géza                  |
| Klaus ügynök                       | Lev Durov                | Suka Sándor                 |
| Karl Wolff tábornok                | Vaszilij Lanovoj         | Szokolay Ottó               |
| Barbara Krein                      | Olga Szosnyikova         | ?                           |
| Sztálin                            | Andro Kobaladze          | Mádi Szabó Gábor            |
| Krüger                             | Jevgenyij Kuznyecov      | Tyll Attila                 |
| Hitler                             | Fritz Diez               | Benkő Gyula                 |
| Göring                             | Wilhelm Burmeier         | Inke László                 |
| Holtoff                            | Konsztantyin Zseldin     | Dobránszky Zoltán           |
| Csillagász                         | Jurij Katyin-Jarcev      | Gera Zoltán                 |
| Runge, fizikus                     | Grigorij Ljampe          | Gáti József                 |
| Allen Dulles                       | Vjacseszlav Salevics     | Némethy Ferenc              |
| Gaevernitz                         | Valentin Gaft            | Kaló Flórián                |
| Guesmann                           | Alekszej Ejbozsenko      | Végvári Tamás               |
| Guesmann                           | Alekszej Ejbozsenko      | Kránitz Lajos               |
| Jemeljanov                         | Jevgenyij Lazarev        | Horkai János                |
| Eismann                            | Leonyid Kuravljov        | Lőte Attila                 |
| Eismann                            | Leonyid Kuravljov        | Nagy Attila                 |
| Rolf                               | Alekszej Szafonov        | Dózsa László                |
| Rolf                               | Alekszej Szafonov        | Tánczos Tibor               |
| Helmut                             | Otto Mellies             | Fonyó István                |
| Biztosítási ügynök                 | Vlagyimir Scseglov       | Áts Gyula                   |
| Barbara                            | Olga Szosnyikova         | Magda Gabi                  |
| Svájci Gestapo-ügynök              | Vlagyimir Szmirnov       | Balázs Péter                |
| Scholz                             | Lavrentyij Maszoha       | Tándor Lajos                |
| Curé (lelkész)                     | Vlagyimir Kozel          | Máriáss József              |
| Vasziljev                          | Gennagyij Petrov         | Huszár László               |
| Tábornok                           | Nyikolaj Gricenko        | Simon György                |
| Madárkereskedő                     | Jevgenyij Gurov          | Fillár István               |
| Kalauz                             | -                        | Elekes Pál                  |
| Rendőr                             | -                        | Izsóf Vilmos                |
| Himmler titkára                    | -                        | Perlaki István              |
| Molotov                            | -                        | Zách János                  |
| Konzul a berni nagykövteségen      | Vladlen Paulusz          | Láng József                 |
| Günther                            | Szergej Jugyin           | Szatmári István             |
| Narrátor hangja                    | Jefim Kopelian           | Both Béla                   |

### Közreműködők
- rendező: Tatyjana Lioznova
- író: Julian Szemjonov
- operatőr: Pjotr Katajev
- zene: Mihael Tarivergyijev
- látványtervező: Borisz Dulenkov, Feliksz Rosztockij

### DVD
6 lemez (lemezenként 2 rész)

Kiadó: Mirax Blueblack Kft., 2007

Képarány: 4:3

Hang: Dolby Digital 2.0 magyar, orosz

## Stirlitz-viccek
A karakteres, hűvös nyugalommal rendelkező titkosügynök legendás személyisége mély nyomokat hagyott a nézőkben. Ez az oka annak, hogy az ő köreikben a Stirlitz-viccek még ma is nagyon népszerűek.
A viccek egy részének fő jellemzője a kommentár, amellyel a filmben a narrátor nemcsak az eseményeket, hanem Stirlitz gondolatait is folyamatosan közvetítette, jellegzetesen hideg, érzelmektől mentes, tárgyilagos hangon.